# Urs Tillmanns
Urs Tillmanns (* 13. Oktober 1945 in Zürich) ist ein Schweizer Fotograf und Fachpublizist für Fotografie, Fotohistoriker und Journalist.

## Leben
Urs Tillmanns machte eine Lehre als Fotograf bei Hans Hinz in Basel. Danach arbeitete er während 14 Jahren in den Gebieten Werbe-, Wissenschafts- und Industriefotografie, u. a. bei der Kriminaltechnik der Staatsanwaltschaft Basel, der Uhrenfabrik Longines AG sowie im Forschungs- und Entwicklungsinstitut der Alusuisse AG. 1976 stiess er zur Zeitschrift Photographie, deren Technikteil er während 13 Jahren als Chefredakteur betreute.  Tillmanns verfasste über 1200 Fachartikel, Aufsätze zu theoretischen und praktischen Bereichen der Fotografie und veröffentlichte Fachbücher zu fotodidaktischen, technischen und fotografiegeschichtlichen Themen.
Seit 1991 ist er als Fachpublizist freischaffend tätig. Neben seiner Arbeit als Redakteur und Publizist, betrieb er die Pressestelle der Interessengemeinschaft der Schweizer Foto-Lieferanten (ISFL) und war Präsident der Gesellschaft des Musée suisse de l’appareil photographique in Vevey. Er ist der Herausgeber des Schweizer Online-Magazins für Fotografie und Digital Imaging Fotointern und der dazugehörenden «Fotoagenda». Tillmanns hat die Titelrechte von Fotointern.ch am 31. Dezember 2012 mit allen Rechten und Pflichten an Markus Zitt übergeben und ist seither als freier Mitarbeiter für dieses Medium tätig.

## Bücher (Auswahl)
- Geschichte der Photographie. Ein Jahrhundert prägt ein Medium. Frauenfeld 1981, ISBN 3-7193-0781-6.
- Photographische Enzyklopädie A–Z. Verlag Photographie, Schaffhausen 1982, ISBN 3-7231-1700-7.
- Pictorialismus in der Photographie. Galerie zur Stockeregg Zürich, 1984
- Konjunkturen der Atelierphotographie. Aus der Familienchronik der «Photographen-Dynastie Taeschler», Kunst am See, Band 15: Verlag Robert Gessler, Friedrichshafen, 1985
- mit Claus Militz: Leica Fotoschule. Geschichte Technik Praxis. Verlag Photographie, Schaffhausen 2011 [1986], ISBN 3-7231-6300-9.
- mit Claus Militz: Schwarzweiss Fotoschule. Verlag Photographie, Schaffhausen 1990, ISBN 3-7231-0009-0.
- Fotolexikon – 1367 Fachbegriffe. Verlag Photographie, Schaffhausen 1991, ISBN 3-7231-0020-1.
- Grundlagen und Anwendung. Verlag Photographie, Schaffhausen 1992, ISBN 3-933131-27-8.
- Kreatives Grossformat. Verlag Photographie, Schaffhausen 1999, ISBN 3-933131-21-9.
- Werbefotografie. Verlag Photographie, Schaffhausen 1997, ISBN 3-933131-31-6.
- Peoplefotografie. Verlag Photographie, Schaffhausen 1995, ISBN 3-933131-30-8.
- Naturlandschaften. Kreatives Grossformat 3. Verlag Photographie, Schaffhausen 1995, ISBN 3-7231-0037-6.
- Architekturfotografie. Kreatives Grossformat 2. Verlag Photographie, Schaffhausen 1995, ISBN 3-7231-0029-5.
- Augenreisen – Das Panorama in der Schweiz. Verlag Photographie, Schaffhausen 2001, ISBN 3-9520873-6-X.

## Auszeichnung
- 1977: Korrespondierendes Mitglied der Deutschen Gesellschaft für Photographie (DGPh) (Berufung)
- 2003: Ehrenpräsident des Gönnervereins des Schweizer Kameramuseums.
- 2010: Ehrenmitglied des Fotopresse-Verbands TIPA Technical Image Press Association[11]
- 2016: Ehrenmitglied des Schweizerischen Berufsfotografen Verbandes SBF, heute SIYU professionelle fotografie schweiz[12]
- 2025: Ehrenmitglied von Imagingswiss – der Fotoverband[13]